# CSKA Moskwa (piłka siatkowa kobiet)
CSKA Moskwa – żeński klub piłki siatkowej z Rosji. Został założony w 1912 roku z siedzibą w Stambule. Został rozwiązany w 2008 r.

## Sukcesy
Mistrzostwa ZSRR:
- (1965, 1966, 1968, 1969, 1974, 1985)
- (1937, 1961, 1971, 1972, 1977, 1979, 1982, 1987)
- (1957, 1975, 1980, 1988)

Puchar ZSRR:
- (1972, 1984)

Liga Mistrzyń:
- (1966, 1967)
- (1968, 1969)

Puchar CEV:
- (1973, 1974, 1988)
- (1975)